# Farvagny
Farvagny är en tidigare kommun i kantonen Fribourg, Schweiz. Den bestod av byarna Farvagny-le-Grand, Farvagny-le-Petit, Grenilles och Posat.
Farvagny var tidigare en egen kommun, men den 1 januari 2016 bildades kommunen Gibloux genom en sammanslagning av Corpataux-Magnedens, Farvagny, Le Glèbe, Rossens och Vuisternens-en-Ogoz.